# Aboomoslem Mechhad
Maillots
Le Nasl E Aboomoslem Mechhad Football Club (en persan : باشگاه فوتبال نسل ابومسلم), plus couramment abrégé en Aboomoslem Mechhad, est un club iranien de football fondé en 1970 et basé dans la ville de Machhad.
Le club évolue en deuxième division iranienne lors de la saison 2010-2011, à la suite de sa relégation survenue la saison précédente du championnat de première division.

## Histoire
L'équipe fut fondée sous le nom d'Aboumoslem Khorasan, d'après le général perse de l'ère abbasside Abu Muslim al-Khurasani, qui commanda la révolution abbasside aboutissant à la fin du régime des Omeyyades,.

## Palmarès
| Compétitions nationales |
| --- |
| - Championnat d'Iran de deuxième division (4) : - Champion : 1975, 1978, 1991 et 2001. - Coupe d'Iran : - Finaliste : 2005. |

## Personnalités du club

### Présidents
| - Heshmat Mohajerani - Hadi Khayami - Sharifian - Bagher Sayammi - Jahangir Sadehdel - Hamid Tayebbi - Mahmoud Haj Rezapour - Rahman Naderi - Gholam Hossein Takaffoli |  | - Gholam Reza Basiripour - Nasser Shafagh - Mahdi Najami - Karim Malahi (1996 - 2006) - Nasser Shafagh (2006 - 2008) - Mostafa Bani-Asad (2008 - 2009) - Hossein Ghasemi (2009 - 2010) - Esmaeil Vafaei (2010 - 2014) - Mehdii Biglari (depuis 2014) |

### Entraîneurs
| - Seyed Mehdi Qiyassi (1974) - Abbas Razavi (1974) - Ștefan Stănculescu (1974) - Seyed Mehdi Qiyassi (1974–1986) - Seyed Kazem Ghiyassian(c.early 1990s) - Hossein Fekri (1995–96) - Mehdi Dinvarzadeh (1996–97) - Akbar Misaghian (1997–99) - Farhad Kazemi (2000–01) - Firouz Karimi (2001–02) - Mahmoud Yavari (2002–03) - Akbar Misaghian (2003–06) - Mehdi Ghiasi (2006) - Khodadad Azizi (2006–07) - Parviz Mazloomi (2007–08) - Akbar Misaghian (2008) | - Hadi Bargizar (2008) - Amir Hossein Peyrovani (2008) - Ali Hanteh (2008 - 2009) - Naser Pourmehdi (2009) - Farhad Kazemi (2009 - 2010) - Nader Dastneshan (2010) - Majid Namjoo-Motlagh (2010) - Asghar Sadri (2010) - Seyed Kazem Ghiyassian (2010 - 2011) - Ali Hanteh (2011) - Seyed Kazem Ghiyassian (2011) - Khodadad Azizi (2011 - 2012) - Gholam Hossein Peyrovani (2012) - Hadi Bargizar (2012 - 2013) - Ali Hanteh (2013 - 2014) - Saeed Josheshi (depuis 2014) |

## Supporters

### Popularité du club
Le Aboomoslem est un club populaire de la région du Khorassan, avec un grand nombre de supporters dans les provinces du Khorassan-e Razavi, du Khorassan septentrional, du Khorassan méridional et également dans la province de Hérat en Afghanistan[réf. nécessaire], où existe également un club appelé le Abumoslem Hérat FC. 

### Supporters célèbres
| - Mohammad Ghalibaf (maire de Téhéran) - Saeed Soheili (réalisateur de films) - Reza Ghoochannejhad (footballeur) |